# Dęborzeczka (gmina Opoczno)
Dęborzeczka – osada leśna w Polsce położona w województwie łódzkim, w powiecie opoczyńskim, w gminie Opoczno.
W latach 1975–1998 miejscowość administracyjnie należała do województwa piotrkowskiego.